# Mathias Norsgaard
Mathias Norsgaard Jørgensen (Silkeborg, 5 maggio 1997) è un ciclista su strada danese che corre per la Movistar Team.
È fratello della ciclista Emma Norsgaard Jørgensen.

## Palmarès

### Strada
- 2014 (Juniores)

1ª tappa, 2ª semitappa Coupe du Président de la Ville de Grudziądz (Jabłonowo Pomorskie > Jabłonowo Pomorskie)
2ª tappa Tour de l'Abitibi (La Sarre > Amos)
- 2015 (Juniores)

3ª tappa Coupe du Président de la Ville de Grudziądz (Świecie > Świecie)
1ª tappa Aubel-Thimister-La Gleize (Aubel > Aubel)
- 2017 (Team Giant-Castelli, una vittoria)

Chrono des Nations - Les Herbiers Vendée, Under-23 (cronometro)
- 2018 (Riwal CeramicSpeed, due vittorie)

Campionati danesi, Prova a cronometro Under-23
Chrono des Nations - Les Herbiers Vendée, Under-23 (cronometro)
- 2019 (Riwal Readynez, due vittorie)

1ª tappa Tour de l'Avenir (Marmande > Marmande)
Duo Normand (cronocoppie, con Rasmus Christian Quaade)
- 2022 (Movistar Team, una vittoria)

Campionati danesi, Prova a cronometro elite
- 2023 (Movistar Team, una vittoria)

Grand Prix Herning

#### Altri successi
- 2015 (Juniores)

Prologo Sint-Martinusprijs Kontich (Kontich, cronosquadre)

## Piazzamenti

### Grandi Giri
- Vuelta a España

2022: non partito (10ª tappa)

### Classiche monumento
- Milano-Sanremo

2021: 125º
- Giro delle Fiandre

2021: 45º
2022: 57º
2023: 57º
2025: 85º
- Parigi-Roubaix

2021: 86º
2022: 29º
2023: 65º
2024: 69º
2025: ritirato
- Liegi-Bastogne-Liegi

2025: ritirato

### Competizioni mondiali
- Campionati del mondo

Richmond 2015 - In linea Junior: 7º
Bergen 2017 - Cronometro Under-23: 16º
Innsbruck 2018 - Cronometro Under-23: 3º
Yorkshire 2019 - Cronometro Under-23: 4º
Yorkshire 2019 - In linea Under-23: 62º
Fiandre 2021 - Staffetta mista: 6º

### Competizioni europee
- Campionati europei

Alkmaar 2019 - In linea Under-23: 46º
Monaco di Baviera 2022 - In linea Elite: 37º
Drenthe 2023 - In linea Elite: ritirato